# Motte-and-bailey
Motte-and-bailey er en engelsk betegnelse på en primitiv form for borg, som står på en jordhøj og er beskyttet af en palisade. Mange af dem blev bygget i England, Irland og Frankrig i 1000- og 1100-tallet som en enkel og billig beskyttelse mod mindre angreb. Normannerne brugte dem for at holde på de landområder, de okkuperede efter invasionen af England i 1066.
En borg af typen motte-and-bailey kunne enten være lille, bygget hurtigt for at give beskyttelse for en mindre garnison i fjendtlig terræn, eller større med bredere og større mur. De større borge blev sikret ved at bygge murene og borgtårnet af sten. Som navnet antyder, bestod disse borge af to dele, motte, fransk for jordbunke, og bailey, engelsk for borggård.

## Konstruktion
Man fandt en høj eller byggede en kunstig af den jord, som blev gravet af en voldgrav. På toppen blev der bygget et borgtårn (engelsk keep) af træ, og rundt om toppen, var der en palisade af træstolper. Jordhøjen kunne være dækket af ler eller forstærket med træplanker. Neden for bakken og inden for voldgraven blev der bygget yderligere en palisade. Inden for palisaden lå borggården. Borgtårnet tjente for udsigtsposter, for bueskytter og var som sidste udvej som tilflugtssted ved angreb, som brød gennem den første række palisader.
Borggården blev normalt brugt af tjenestefolk og håndværkere. En borg kunne have mere end én bailey. Undertiden var der en indre og en ydre som ved Warkworth Castle, hvor udvidelse af borgen førte til, at en ny borggård blev dannet af en ny mur. Alternativt kunne flerfoldige borggårde flankere jordhøjen. Borggården var ofte lukket bag yderligere en palisade og omgivet af en vold, altså en ekstra beskyttelse. Den var forbundet til jordhøjen med en vindebro eller klapbro med adgang til borggården. Broen kunne blive hejst eller lukket for at give bedre beskyttelse. Større borge havde borggårde, som kunne indeholde en hall, stald til heste og køer, et kapel og beboelse for adelen. Det var ofte små værksteder i borggården for lokale handelsfolk.
Det er to bevarede eksempler på borge med to motter, det ene er Lewes Castle, og det andet er Lincoln Castle. De fleste af disse enkle borge havde en mur eller palisade af træ, noget som kunne bygges af de fleste og ikke nødvendigvis af faglærte håndværkere. Materialer fandtes stort set alle steder. Mange af disse mure blev erstattet permanent med stenmure.
Andre steder, hvor der har ligget motte-and-bailey'er, er Barnstaple Castle, Beaudesert Castle, Bramber Castle, Brandon Castle, Brinklow Castle, Bromwich Castle, Ewyas Harold Castle, Eynsford Castle, Hartshill Castle, Knepp Castle, Newnham Castle, Thurnham Castle, Totnes Castle og Trematon Castle.

## Lignende borge
Tidligere benyttede man sig af lignende borge. I bronzealderen og jernalderen byggede småsamfund voldsteder på højdedrag i terrænet. Angelsaksere i England synes at have bygget fornborge med jævne mellemrum mellem bostederne som beskyttelse for flygtninge mod angreb, først fra walisere og piktere, siden mod norrøne vikingangreb.
Snorre fortæller i Magnus Barfod saga om flere tilfælde, hvor den norske hær byggede borge af træpæle i cirkel med voldgrav om; blandt andet på Isle of Man, hvor Magnus Barfod fik træer fra Galloway i Skotland. Derimod er der ikke beskrivelser af høje med borgtårn.
Efter den normanniske erobring af England i 1066 skaffede stormændene sig solide magtpositioner med talrige borge over hele England, hvor garnisoner med soldater og riddere kunne slå angreb og oprør fra lokalbefolkningen ned. I de første år efter 1066 var hurtighed en kritisk faktor, og små borge af typen motte-and-bailey var en effektiv måde at skaffe sig kontrol på. Da den normanniske undertrykkelse blev permanent i anden halvdel af 1000-tallet, begyndte de primitive borge at blive til faste og stærke militære stillinger som de stenborge, hvoraf mange står i dag som Warwick Castle i Warwickshire.